# CS UMT Timișoara
UM Timișoara a fost o echipă de fotbal din Timișoara, România.

## Istorie

### Începuturile
Echipa de fotbal a Uzinele Mecanice Timișoara a fost înființată în 1960, jucând în primii ani de existență în cartierul Ronaț pe terenul la Pădurea Verde care avea să devină ulterior Stadionul Gheorghe Rășcanu.
Între 1960 și 1967, UMT a evoluat în campionatul orășenesc, respectiv cel regional, promovarea în eșalonul 3 al fotbalului românesc producându-se în ediția 1966/67, când a ocupat prima poziție în regional (categoria 1), cu 43 de puncte și un golaveraj de 63-12.
Au urmat trei sezoane în divizia C, în ediția 1969/70, consemnându-se și întâia promovare în liga secundă, cu linia de clasament: 30 20 4 6 67-18 44.
Primul an în "B" a fost însă unul nefericit, producându-se imediat retrogradarea, cu 24 de puncte la sfârșitul stagiunii, pe locul 15. Însă în "C" n-au stat decât doar 2 ani, promovându-se în sezonul 1972/73. Au urmat nu mai puțin de 10 campionate consecutive în divizia B, cel mai reușit an fiind chiar primul, 1973/74,când alb-negrii și-au adjudecat poziția a 3-a în clasament.
Retrogradarea s-a produs în 1983, urmând nu mai puțin de 8 ani consecutivi în liga a 3-a. Revenirea s-a consemnat în 1990/91, dar, din nou, popasul pe scena a doua n-a ținut decât un sezon. Povestea s-a repetat și-n 1997/98,când UMT a rezistat doar un an în "B", după promovarea din 1966/67.

### Perioada de glorie
Sezonul 1999/2000 înseamnă revenirea alb-negrilor în "B", iar 2001 consemnează prima promovare în divizia A sub conducerea antrenorului Aurel Sunda. Cea mai importantă performanță a fost, evident, cea din 1998, când UMT a ajuns în sferturile de finală ale Cupei României. În șaisprezecimi, la Pădurea Verde, alb-negrii au trecut cu 2-0 de Astra Ploiești. În optimi, într-un meci disputat pe teren neutru, la Sibiu, a urmat tot un 2-0, tot în fața unei prim-divizionare, FC Național. Traseul s-a oprit în sferturi, când, după un meci tur-retur, timișorenii au fost eliminați de viitoarea campioană din acea ediție, Dinamo București: 0-1 și 0-2.
A debutat în Liga I în sezonul 2001-2002, a terminat sezonul pe ultimul loc (16) și retrogradează înapoi în Liga a-II-a.
Linia de clasament:
16 U.M.T. Timișoara *  30 3 6 21 24 71 15 -47

### Decăderea
Începe Liga a-II-a cu o penalizare de -10 puncte pentru neîndeplinirea baremului (25 pct) în Liga I.
S-a desființat în 2008. A evitat retrogradarea din Liga a III-a în extremis, terminând pe locul 15, în seria V, ediția 2007-2008, dar se pare că falimentul nu a putut fi evitat până la urmă.

## Fotogalerie

Logo Vechi
Logo Vechi

## Palmares

### Competiții Naționale

#### Ligi:
```
 
Liga I
:
```

- Locul 16 (1): 2001-02

```
 
Liga a II-a
:
```

Campioni (1): 2000–01
```
 
Liga a III-a
:
```

Campioni (1): 1969–70, 1990–91, 1996–97, 1998–99
Vicecampioni (1): 1972–73, 1983–84, 2005–06
```
 
Campionatul Regional Banat 
```

Campioni (1): 1966–67

#### Cupe:
```
 
Cupa României
:
```

- Sferturi (1): 2001-2002

## Jucători
Mari jucători care au evoluat la echipă:
- Dan Alexa,
- Ion Almășan,
- Alin Artimon,
- Claudiu Balaci,
- Cosmin Bar,
- Florin Bătrânu,
- Florian Călin,
- Lucian Chirițoiu,
- Miroslav Giuchici,
- Tiberiu Lajos,
- Orlando Trandu,
- Gheorghe Marișescu,
- Florin Maxim,
- Florin Motroc,
- Alin Paleacu,
- Octavian Popescu,
- Marius Sasu,
- Petru Săvoiu,
- Cosmin Stan,
- Emerich Vascko,
- Valentin Velcea,
- Sorin Vlaicu,
- Nincsovics Zoltan, etc.

## Antrenori
- Aurel Șunda